# ملعب تونافالين
ملعب تونافالين (بالإنجليزية: Tunavallen)‏ هو ملعب كرة قدم يقع في السويد، يتسع لـ 7,800 متفرج.

## التاريخ
افتتح الملعب في 1924. تم تجديده في 2002.

## أهم الأحداث التي استضافها
- كأس العالم لكرة القدم 1958